# Barry Forde
Barry Ricardo Forde (Saint James, 17 de septiembre de 1976) es un deportista Barbados que compitió en ciclismo en la modalidad de pista, especialista en la prueba de keirin.
Ganó dos medallas en el Campeonato Mundial de Ciclismo en Pista, plata en 2005 y bronce en 2003.
Participó en los Juegos Olímpicos de Atenas 2004, ocupando el sexto lugar en la prueba de velocidad individual.

## Medallero internacional
| Campeonato Mundial | Campeonato Mundial           | Campeonato Mundial | Campeonato Mundial |
| Año                | Lugar                        | Medalla            | Competición        |
| ------------------ | ---------------------------- | ------------------ | ------------------ |
| 2003               | Stuttgart (Alemania)         | Medalla de bronce  | Keirin             |
| 2005               | Los Ángeles (Estados Unidos) | Medalla de plata   | Keirin             |